# ديبي هيويت
ديبي هيويت (بالإنجليزية: Debbie Hewitt)‏ سيدة أعمال وشخصية رياضية بريطانية، عُيّنت رئيسة لاتحاد كرة القدم في يونيو 2021، وستتولى المنصب في يناير 2022، لتصبح أول امرأة تتولى رئاسة الاتحاد، وذلك خلفًا للرئيس المؤقت للاتحاد بيتر ماكورميك [الإنجليزية] الذي تولى المنصب بعد استقالة رئيس الاتحاد السابق جريج كلارك (رجل أعمال) [الإنجليزية] في نوفمبر 2020 على خلفية تصريحات له وصف فيه اللاعبين غير البيض بالمُلونين، تشغل هيويت حاليًّا منصب رئيسة مجموعة رستوران المالكة لمطعم واجاماما.

## الحياة المهنية
لم تلتحق هيويت في البداية بالجامعة، وبدأت مسيرتها المهنية في برنامج تدريب إداري لشركة ماركس أند سبنسر. انضمت لاحقًا إلى ليكس حيث أدارت وكالة فولفو في برستل ؛ وتكفلت شركة ليكس بدراسة هيويت لماجستير إدارة الأعمال من جامعة باث، والتي أكملت دراستها بدوام جزئي من عام 1992 إلى عام 1995. أصبحت الرئيس التنفيذي لشركة RAC في عام 2006 (التي كانت جزءًا من مجموعة ليكس) حتى عام 2008 عندما استحوذت شركة أفيفا على RAC.
منذ عام 2018، كانت هيويت رئيس مجلس الإدارة غير التنفيذي لمجموعة BGL. وهي أيضًا رئيس غير تنفيذي لشركة فيزا ووايت ستاف. في عام 2011، مُنحت هيويت وسام الإمبراطورية البريطانية لخدمات الأعمال والقطاع العام.
في عام 2021، صوّتت عليها لجنة الاختيار المكونة من سبعة أعضاء بقرار إجماعي لتصبح أول رئيسة لاتحاد كرة القدم، بعد استقالة جريج كلارك في عام 2020. سيصدق مجلس الاتحاد الإنجليزي على القرار في اجتماعه في 22 يوليو 2021. من المقرر أن تتنحى عن منصبها كرئيسة لمجموعة المطاعم في نهاية عام 2021.

## الحياة الشخصية
هيويت متزوجة من بول هيويت، المدير المالي السابق في مركز الأنشطة الإقليمية، ولديهما توأمان. هي من مشجعي ليفربول منذ فترة طويلة وتعيش في شيشاير. وهي عضو مجلس أبرشية في مجلس أبرشية هوغ وتشورلتون.